# Punk Goes...
Punk Goes... est une série de compilations distribuée par le label discographique Fearless Records dans laquelle des groupes de musique punk rock reprennent à leur manière d'autres chansons populaires déjà composées. Les autres albums Punk Goes Acoustic (en) et Punk Goes Acoustic 2 (en) reprennent un thème similaire avec des versions acoustiques.

## Albums
| Année | Titre                       | Classement    | Classement      | Classement      | Classement  |
| Année | Titre                       | Billboard 200 | Top Independent | Top Compilation | Modern Rock |
| ----- | --------------------------- | ------------- | --------------- | --------------- | ----------- |
| 2000  | Punk Goes Metal (en)        |               |                 |                 |             |
| 2002  | Punk Goes Pop (en)          |               | 33              |                 |             |
| 2003  | Punk Goes Acoustic (en)     |               |                 |                 |             |
| 2005  | Punk Goes 80's (en)         |               | 23              | 18              |             |
| 2006  | Punk Goes 90's (en)         | 186           |                 | 10              |             |
| 2007  | Punk Goes Acoustic 2 (en)   | 125           | 13              | 5               |             |
| 2008  | Punk Goes Crunk (en)        | 86            | 10              | 7               |             |
| 2009  | Punk Goes Pop 2 (en)        | 15            | 2               | 1               | 7           |
| 2010  | Punk Goes Classic Rock (en) |               |                 |                 |             |
| 2010  | Punk Goes Pop 3 (en)        |               |                 |                 |             |
| 2011  | Punk Goes X (en)            |               |                 |                 |             |
| 2011  | Punk Goes Pop 4 (en)        |               |                 |                 |             |
| 2012  | Punk Goes Pop 5 (en)        |               |                 |                 |             |
| 2014  | Punk Goes Pop 6 (en)        |               |                 |                 |             |